# 孔宪忠
孔宪忠，中华人民共和国政治人物。
担任工业劳模。广州通用机器厂工。1954年，当选第一届全国人民代表大会代表。